# Pedicia dispar
Pedicia dispar är en tvåvingeart som beskrevs av Evgenyi Nikolayevich Savchenko 1978. Pedicia dispar ingår i släktet Pedicia och familjen hårögonharkrankar. Inga underarter finns listade i Catalogue of Life.